# Förbundsdagspresident
Tysklands förbundsdagspresident (formellt Tyska förbundsdagens president; tyska: Präsident des Deutschen Bundestages, även benämnd Präsident des Bundestages eller Bundestagspräsident) är talman i Förbundsrepubliken Tysklands lagstiftande församling, Förbundsdagen (Bundestag). Nuvarande förbundsdagspresident är CDU-politikern Julia Klöckner.
Ämbetet är det nästa högsta statliga ämbetet efter förbundspresidenten. Därmed står förbundsdagspresidenten högre i den diplomatiska formella rangordningen än förbundskanslern, Förbundsrådets ordförande och Förbundsförfattningsdomstolens ordförande. 
Förbundsdagspresidenten är samtidigt Förbundsförsamlingens ordförande när den sammanträder för förbundspresidentvalet.

## Val
Förbundsdagspresidenten väljs bland förbundsdagsledamöterna under det konstituerande mötet efter val till förbundsdagen. Vid det konstituerande mötet leds mötet av den mest seniora ledamoten (ålderspresidenten). Sedan Weimarrepubliken är praxis att talmannen väljs från den största enskilda partigruppen, och samtliga förbundsdagspresidenter sedan förbundsrepublikens grundande har därför tillhört partiunionen CDU/CSU eller mer sällan SPD.

## Uppgifter
Förbundsdagspresidentens viktigaste uppgift är att leda förbundsdagens sammanträden från podiet i plenisalen. Som representant för förbundsdagen är förbundsdagspresidenten mottagare av alla motioner, utkast till lagar och dokument som riktas till förbundsdagen som politiskt organ för behandling. Förbundsdagspresidenten är också ansvarig för ordningen i förbundsdagen och assisteras av de federala polismyndigheterna vid verkställandet av polisiära insatser. Slutligen är förbundsdagspresidenten högsta chef för förbundsdagens förvaltningspersonal, och assisteras i vissa personalfrågor av hela presidiet. I övrigt regleras förbundsdagspresidentens uppgifter och rättigheter genom förbundsdagens ordningsstadgar.
Förbundstagspresidenten är även mottagare av de politiska partiernas redovisningar av partibidrag och övervakar att lagen om partidonationer följs, samt reglerar kostnadsersättning för valkampanjer.

## Bilder

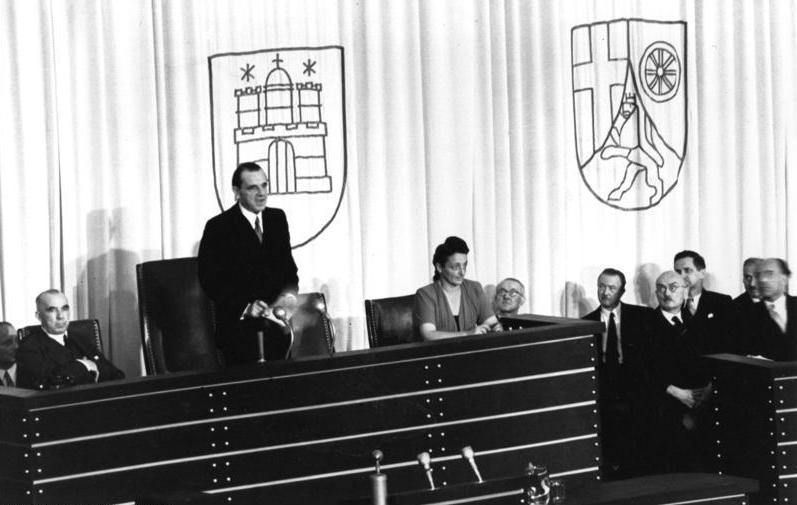
Erich Köhler talar till ledamöterna efter det första förbundsdagspresidentvalet.
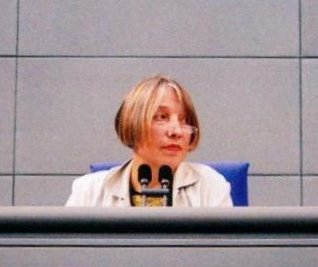
Dåv. vicepresidenten Antje Vollmar leder Förbundsdagens överläggningar (2003).
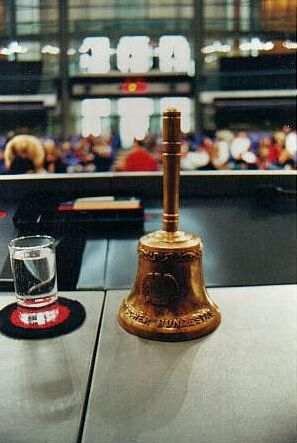
Förbundsdagspresidentens utsikt över plenisalen i Riksdagshuset.

## Befattningshavare
| Tysklands förbundsdagspresidenter | Tysklands förbundsdagspresidenter | Tysklands förbundsdagspresidenter | Tysklands förbundsdagspresidenter | Tysklands förbundsdagspresidenter | Tysklands förbundsdagspresidenter | Tysklands förbundsdagspresidenter |
|                                   | Namn                              | Levde                             | Parti                             | Tillträdde                        | Avgick                            | Ämbetstidens längd                |
| --------------------------------- | --------------------------------- | --------------------------------- | --------------------------------- | --------------------------------- | --------------------------------- | --------------------------------- |
| 01                                | Erich Köhler                      | 1892–1958                         | CDU                               | 7 september 1949                  | 18 oktober 1950                   | 1 år, 1 månad, 11 dagar           |
| 02                                | Hermann Ehlers                    | 1904–1954                         | CDU                               | 19 oktober 1950                   | 29 oktober 1954                   | 4 år, 10 dagar                    |
| 03                                | Eugen Gerstenmaier                | 1906–1986                         | CDU                               | 16 november 1954                  | 31 januari 1969                   | 14 år, 2 månader, 15 dagar        |
| 04                                | Kai-Uwe von Hassel                | 1913–1997                         | CDU                               | 5 februari 1969                   | 13 december 1972                  | 3 år, 10 månader, 8 dagar         |
| 05                                | Annemarie Renger                  | 1919–2008                         | SPD                               | 13 december 1972                  | 14 december 1976                  | 4 år, 1 dag                       |
| 06                                | Karl Carstens                     | 1914–1992                         | CDU                               | 14 december 1976                  | 31 maj 1979                       | 2 år, 5 månader, 17 dagar         |
| 07                                | Richard Stücklen                  | 1916–2002                         | CSU                               | 31 maj 1979                       | 29 mars 1983                      | 3 år, 9 månader, 29 dagar         |
| 08                                | Rainer Barzel                     | 1924–2006                         | CDU                               | 29 mars 1983                      | 25 oktober 1984                   | 1 år, 6 månader, 26 dagar         |
| 09                                | Philipp Jenninger                 | 1932–2018                         | CDU                               | 5 november 1984                   | 11 november 1988                  | 4 år, 6 dagar                     |
| 10                                | Rita Süssmuth                     | född 1937                         | CDU                               | 25 november 1988                  | 26 oktober 1998                   | 9 år, 11 månader, 1 dag           |
| 11                                | Wolfgang Thierse                  | född 1943                         | SPD                               | 26 oktober 1998                   | 18 oktober 2005                   | 6 år, 11 månader, 22 dagar        |
| 12                                | Norbert Lammert                   | född 1948                         | CDU                               | 18 oktober 2005                   | 24 oktober 2017                   | 12 år, 6 dagar                    |
| 13                                | Wolfgang Schäuble                 | 1942–2023                         | CDU                               | 24 oktober 2017                   | 26 oktober 2021                   | 4 år, 2 dager                     |
| 14                                | Bärbel Bas                        | född 1968                         | SPD                               | 26 oktober 2021                   | 25 mars 2025                      | 3 år, 4 månader, 28 dagar         |
| 15                                | Julia Klöckner                    | född 1972                         | CDU                               | 25 mars 2025                      |                                   | hittills i 0 år och 8 dagar       |

## Ställföreträdare
Förbundsdagen utser även ett antal ställföreträdare för förbundsdagspresidenten. Antalet är inte reglerat i lag utan regleras i förbundsdagens ordningsstadgar. Sedan 1980-talet har varje parti nominerat varsin vice förbundsdagspresident. Under vissa mandatperioder har partierna CDU/CSU och SPD fått nominera två ställföreträdare som största partier. Tillsammans med förbundsdagspresidenten utgör ställföreträdarna förbundsdagens presidium.

## Medlemmar i Förbundsdagenspresidium
Tabell över samtliga presidenter och vicepresidenter, ordnade efter mandatperiod och partigrupp:
| Mandatperiod | President                                                             | SPD                                                                               | CDU/CSU1                                                              | FDP                                                            | Bündnis 90/ Die Grünen | PDS/ Die Linke2                           | FVP/DP                               |
| 1949–1953 | Erich Köhler (CDU) (1949–1950) Hermann Ehlers (1950–1953)             | Carlo Schmid                                                                      |                                                                       | Hermann Schäfer                                                |                        |                                           |                                      |
| 1953–1957 | Hermann Ehlers (CDU) (1953–1954) Eugen Gerstenmaier (CDU) (1954–1957) | Carlo Schmid                                                                      | Richard Jaeger (CSU)                                                  | Ludwig Schneider3 (1953–1956) Max Becker3 (1956–1957)          |                        |                                           | Ludwig Schneider3 (1956–1957)        |
| 1957–1961 | Eugen Gerstenmaier (CDU)                                              | Carlo Schmid                                                                      | Richard Jaeger (CSU) Victor-Emanuel Preusker4 (1960)                  | Max Becker (1957–1960) Thomas Dehler (1960–1961)               |                        |                                           | Victor-Emanuel Preusker4 (1958–1960) |
| 1961–1965 | Eugen Gerstenmaier (CDU)                                              | Carlo Schmid Erwin Schoettle                                                      | Richard Jaeger (CSU)                                                  | Thomas Dehler                                                  |                        |                                           |                                      |
| 1965–1969 | Eugen Gerstenmaier (CDU) (1965–1969) Kai-Uwe von Hassel (CDU) (1969)  | Carlo Schmid (1965–1966) Karl Mommer (1966–1969) Erwin Schoettle                  | Maria Probst (CSU) (1965–1967) Richard Jaeger (CSU) (1967–1969)       | Thomas Dehler (1965-1967) Walter Scheel (1967–1969)            |                        |                                           |                                      |
| 1969–1972 | Kai-Uwe von Hassel (CDU)                                              | Carlo Schmid Hermann Schmitt-Vockenhausen                                         | Richard Jaeger (CSU)                                                  | Liselotte Funcke                                               |                        |                                           |                                      |
| 1972–1976 | Annemarie Renger (SPD)                                                | Hermann Schmitt-Vockenhausen                                                      | Kai-Uwe von Hassel Richard Jaeger (CSU)                               | Liselotte Funcke                                               |                        |                                           |                                      |
| 1976–1980 | Karl Carstens (CDU) (1976–1979) Richard Stücklen (CSU) (1979–1980)    | Annemarie Renger Hermann Schmitt-Vockenhausen (1976–1979) Georg Leber (1979–1980) | Richard Stücklen (CSU) (1976–1979) Richard von Weizsäcker (1979–1980) | Liselotte Funcke (1976–1979) Richard Wurbs (1979–1980)         |                        |                                           |                                      |
| 1980–1983 | Richard Stücklen (CSU)                                                | Annemarie Renger Georg Leber                                                      | Richard von Weizsäcker (1980–1981) Heinrich Windelen (1981–1983)      | Richard Wurbs                                                  |                        |                                           |                                      |
| 1983–1987 | Rainer Barzel (CDU) (1983–1984) Philipp Jenninger (CDU) (1984–1987)   | Annemarie Renger Heinz Westphal                                                   | Richard Stücklen (CSU)                                                | Richard Wurbs (1983–1984) Dieter-Julius Cronenberg (1984–1987) |                        |                                           |                                      |
| 1987–1990 | Philipp Jenninger (CDU) (1987–1988) Rita Süssmuth (CDU) (1988–1990)   | Annemarie Renger Heinz Westphal                                                   | Richard Stücklen (CSU)                                                | Dieter-Julius Cronenberg                                       |                        |                                           |                                      |
| 1990–1994 | Rita Süssmuth (CDU)                                                   | Helmuth Becker Renate Schmidt                                                     | Hans Klein (CSU)                                                      | Dieter-Julius Cronenberg                                       |                        |                                           |                                      |
| 1994–1998 | Rita Süssmuth (CDU)                                                   | Hans-Ulrich Klose                                                                 | Hans Klein (CSU) (1994–1996) Michaela Geiger (CSU) (1997–1998)        | Burkhard Hirsch                                                | Antje Vollmer          |                                           |                                      |
| 1998–2002 | Wolfgang Thierse (SPD)                                                | Anke Fuchs                                                                        | Rudolf Seiters                                                        | Hermann Otto Solms                                             | Antje Vollmer          | Petra Bläss (PDS)                         |                                      |
| 2002–2005 | Wolfgang Thierse (SPD)                                                | Susanne Kastner                                                                   | Norbert Lammert                                                       | Hermann Otto Solms                                             | Antje Vollmer          |                                           |                                      |
| 2005–2009 | Norbert Lammert (CDU)                                                 | Wolfgang Thierse Susanne Kastner                                                  | Gerda Hasselfeldt (CSU)                                               | Hermann Otto Solms                                             | Katrin Göring-Eckardt  | vakant5 (2005–2006) Petra Pau (2006–2009) |                                      |
| 2009–2013 | Norbert Lammert (CDU)                                                 | Wolfgang Thierse                                                                  | Gerda Hasselfeldt (CSU)                                               | Hermann Otto Solms                                             | Katrin Göring-Eckardt  | Petra Pau                                 |                                      |
| 2013– | Norbert Lammert (CDU)                                                 | Edelgard Bulmahn Ulla Schmidt                                                     | Peter Hintze Johannes Singhammer (CSU)                                |                                                                | Claudia Roth           | Petra Pau                                 |                                      |
| 1 CDU-medlem, om inget annat anges. 2 Medlem i partiet Die Linke, om inget annat anges. 3 Ludwig Schneider övergick 1956 till det nygrundade Freie Volkspartei, som i början av 1957 gick samman med Deutsche Partei. Max Becker valdes därefter till presidiet som FDP:s representant. 4 Den 23 april 1958 valdes Victor-Emanuel Preusker som FVP/DP:s kandidat till fjärde vicepresident, vilket Erwin Schoettle (SPD) satte sig emot. I juli 1960 lämnade Preusker DP och blev medlem i CDU i september. Den 4 oktober 1960 avgick han som vicepresident. 5 Under den 16:e mandatperioden blev Linkspartei/PDS-kandidaten Lothar Bisky inte vald efter fyra valomgångar, varför partiet beslutade sig för att låta posten vara tom, ehuru Förbundsdagens arbetsordning medgav en vicepresidentpost på grund av att de hade tillräckligt många ledamöter för att kunna bilda partigrupp i Förbundsdagen. Den 7 april 2006 blev med Petra Pau en företrädare för partiet slutligen invald i presidiet. |                                                                       |                                                                                   |                                                                       |                                                                |                        |                                           |                                      |